# Unterste Zeith
Unterste Zeith ist ein Ortsteil von Seelscheid in der Gemeinde Neunkirchen-Seelscheid im Rhein-Sieg-Kreis.

## Lage
Unterste Zeith liegt am südlichen Ortseingang von Seelscheid an der Bundesstraße 56. Nachbarorte sind Breitscheid im Nordwesten, Schaaren im Osten.

## Name
Der Name leitet sich von Scheid (Bergrücken) ab. Daher auch der Straßenname Zeithstraße.

## Geschichte
Das Dorf gehörte bis 1969 zur Gemeinde Neunkirchen.
1830 hatte Zeith 18 Einwohner. 1845 hatte der Hof Zeith zwei katholische und 22 evangelische Einwohner in vier Häusern. 1888 gab es in der Untersten Zeith fünf Bewohner in zwei Häusern.
1901 hatte das Gehöft fünf Einwohner. Verzeichnet sind die Familien Spezereihändler August Piel und Ackerer Wilhelm Piel.